# Hatrið mun sigra
Hatrið mun sigra (pol. Nienawiść zwycięży) – utwór islandzkiego zespołu muzycznego Hatari, mający premierę 4 stycznia 2019. Piosenkę napisali członkowie grupy, tj. Einar Hrafn Stefánsson, Klemens Nikulásson Hannigan i Matthías Tryggvi Haraldsson.
2 marca utwór zajął pierwsze miejsce w głosowaniu telewidzów w finale programu Söngvakeppnin, dzięki czemu reprezentował Islandię w 64. Konkursie Piosenki Eurowizji w Tel Awiwie. Zajmując 10. miejsce po zdobyciu 232 punktów w tym 186 punktów od telewidzów (6. miejsce) i 46 pkt od jurorów (16. miejsce).
Do utworu zrealizowano oficjalny teledysk, który został opublikowany 1 lutego 2019 na kanale „Svikamylla Ehf.” w serwisie YouTube. Za reżyserię klipu odpowiadają Baldvin Vernharðsson i Klemens Hannigan.